# Victor Costa (radialista)
Victor Petraglia Geraldini (São Paulo, 31 de dezembro de 1907 — São Paulo, 22 de dezembro de 1959), mais conhecido como Victor Costa, foi um roteirista, radialista e empresário brasileiro.

## Biografia
Iniciou sua carreira profissional nas artes como "ponto" de teatro (pessoa responsável por acompanhar o script, dentro de um espaço escondido, e ler para os atores falas esquecidas). Em 1938, começou a trabalhar como rádio-ator para a Rádio Nacional do Rio de Janeiro, na ocasião a emissora de maior prestígio do Brasil e a única que era ouvida em todo o país. Depois, subiu de posto, tornando-se diretor de radioteatro e, por fim, diretor-geral.
Deixou a Nacional na década de 1950 e foi para São Paulo, onde se tornou empresário do ramo das comunicações. Adquirindo ou montando emissoras de radio e TV pelo país, fundou a Organização Victor Costa, grupo que viria a competir em um mercado dominado pelas Emissoras Associadas, de Assis Chateaubriand, e Emissoras Unidas, de Paulo Machado de Carvalho. Em São Paulo, Costa fundou a Rádio Nacional e comprou a Rádio Excelsior. Em 1955, comprou a TV Paulista, e em 1959 obteve a concessão do canal 9, que viria a se tornar a TV Excelsior. Mas com a saúde fragilizada, o empresário adoeceu e faleceu no Hospital Beneficência Portuguesa paulistano, vítima de câncer, em 22 de dezembro deste ano.